# South Africa International 1999
Die South Africa International 1999 im Badminton fanden Anfang August 1999 statt.

## Sieger und Platzierte
| Disziplin    | Gold                           | Silber                          | Bronze                                     |
| ------------ | ------------------------------ | ------------------------------- | ------------------------------------------ |
| Herreneinzel | Johan Kleingeld                | Michael Adams                   | Dorian James                               |
| Herreneinzel | Johan Kleingeld                | Michael Adams                   | Herbert Miles                              |
| Dameneinzel  | Meagen Burnett                 | Amrita Sawaram                  | Chantal Botts                              |
| Dameneinzel  | Meagen Burnett                 | Amrita Sawaram                  | Linda Montignies                           |
| Herrendoppel | Johan Kleingeld Anton Kriel    | Mike Adams Yogeshsingh Mahadnac | Michael Adams Eugene Uys                   |
| Herrendoppel | Johan Kleingeld Anton Kriel    | Mike Adams Yogeshsingh Mahadnac | Gerhard Herselman Johannes Pieterse        |
| Damendoppel  | Chantal Botts Linda Montignies | Meagen Burnett Karen Coetzer    | Lydia Godfrey Vanessa van der Walt         |
| Damendoppel  | Chantal Botts Linda Montignies | Meagen Burnett Karen Coetzer    | Marie-Hélène Valérie-Pierre Amrita Sawaram |
| Mixed        | Johan Kleingeld Karen Coetzer  | Stewart Carson Antoinette Uys   | Herbert Miles Linda Montignies             |
| Mixed        | Johan Kleingeld Karen Coetzer  | Stewart Carson Antoinette Uys   | Johannes Pieterse Renee Schoonees          |